# 庙子乡
庙子乡，是中华人民共和国四川省达州市万源市下辖的一个乡镇级行政单位。

## 行政区划
庙子乡下辖以下地区：
隔滩溪村、小溪河村、杜家梁村、东岳庙村、兴隆场村、龙奔河村、陈家坝村、刘家坝村、沙坝村、庙子坝村、小河村、长坪村、高桥沟村和廖三坝村。